# Rieni
Rieni est une commune roumaine du județ de Bihor, en Transylvanie, dans la région historique de la Crișana et dans la région de développement Nord-Ouest.

## Géographie
La commune de Rieni est située dans le sud-est du județ, dans la vallée du Crișul Negru et dans les Monts Codru, à la limite avec le județ d'Arad, à 4 km au nord de Ștei, à 9 km au sud-est de Beiuș et à 81 km au sud-est d'Oradea, le chef-lieu du județ.
La municipalité est composée des six villages suivants, nom hongrois, (population en 2002) :
- Cucuceni, Kakucsány (84) ;
- Ghighișeni, Gyegyesény (963) ;
- Petrileni, Petrelény (571) ;
- Rieni, Rény (587), siège de la commune ;
- Sudrigiu, Kisszedes (359) ;
- Valea de Jos, Alsófeketevölgy (623).

## Histoire
La première mention écrite du village de Rieni date de 1588 sous le nom de Ryeen. Le village de Valea de Jos apparaît en 1581 sous le nom de Also Vale Nyagra.
La commune, qui appartenait au royaume de Hongrie, en a donc suivi l'histoire.
Après le compromis de 1867 entre Autrichiens et Hongrois de l'empire d'Autriche, la principauté de Transylvanie disparaît et, en 1876, le royaume de Hongrie est partagé en comitats. Rieni intègre le comitat de Bihar (Bihar vármegye).
À la fin de la Première Guerre mondiale, l'Empire austro-hongrois disparaît et la commune rejoint la Grande Roumanie au traité de Trianon.
En 1940, à la suite du deuxième arbitrage de Vienne, elle n'est pas annexée par la Hongrie et reste sous la souveraineté roumaine.

## Politique
| Période                                  | Période  | Identité      | Étiquette     | Qualité |
| ---------------------------------------- | -------- | ------------- | ------------- | ------- |
| Les données manquantes sont à compléter. |          |               |               |         |
| 2008                                     | En cours | Gheorghe Bota | PDL, puis PNL |         |

| Parti | Parti                        | Sièges |
| ----- | ---------------------------- | ------ |
|       | Parti social-démocrate (PSD) | 4      |
|       | Parti national libéral (PNL) | 9      |

## Religions
En 2002, la composition religieuse de la commune était la suivante :
- Chrétiens orthodoxes, 93,07 % ;
- Pentecôtistes, 5,76 % ;
- Baptistes, 0,94 %.

## Démographie
En 1910, à l'époque austro-hongroise, la commune comptait 3 575 Roumains (92,67 %), 157 Hongrois (4,07 %), 14 Allemands (0,36 %) et 80 Ukrainiens (2,07 %).
En 1930, on dénombrait 3 653 Roumains (94,67 %), 106 Hongrois (2,75 %), 11 Allemands (0,29 %), 56 Juifs (1,45 %) et 30 Roms (0,78 %).
En 1956, après la Seconde Guerre mondiale, 3 961 Roumains (99,03 %) côtoyaient 32 Hongrois (0,80 %) et 6 Allemands (0,15 %).
En 2002, la commune comptait 2 876 Roumains (90,15 %), 5 Hongrois (0,15 %) et 308 Roms (9,65 %). On comptait à cette date 1 054 ménages et 1 010 logements.
| 1880  | 1890  | 1900  | 1910  | 1920  | 1930  | 1941  | 1956  | 1966  |
| ----- | ----- | ----- | ----- | ----- | ----- | ----- | ----- | ----- |
| 2 175 | 2 441 | 2 768 | 3 858 | 3 366 | 3 859 | 3 764 | 4 000 | 3 666 |

| 1977  | 1992  | 2002  | 2007  | - | - | - | - | - |
| ----- | ----- | ----- | ----- | - | - | - | - | - |
| 3 725 | 3 417 | 3 190 | 3 111 | - | - | - | - | - |

## Économie
L'économie de la commune repose sur l'agriculture, l'élevage et la transformation du bois issu des très nombreuses forêts des Monts Codru. La commune abrite une importante usine de conditionnement de boissons appelée Rieni sucuri.

## Communications

### Routes
Rieni est située sur la route nationale DN76 (route européenne 79) Oradea-Deva.

### Voies ferrées
Rieni est desservie par la ligne Ciumeghiu-Vașcău des Chemins de fer roumains.

## Lieux et monuments

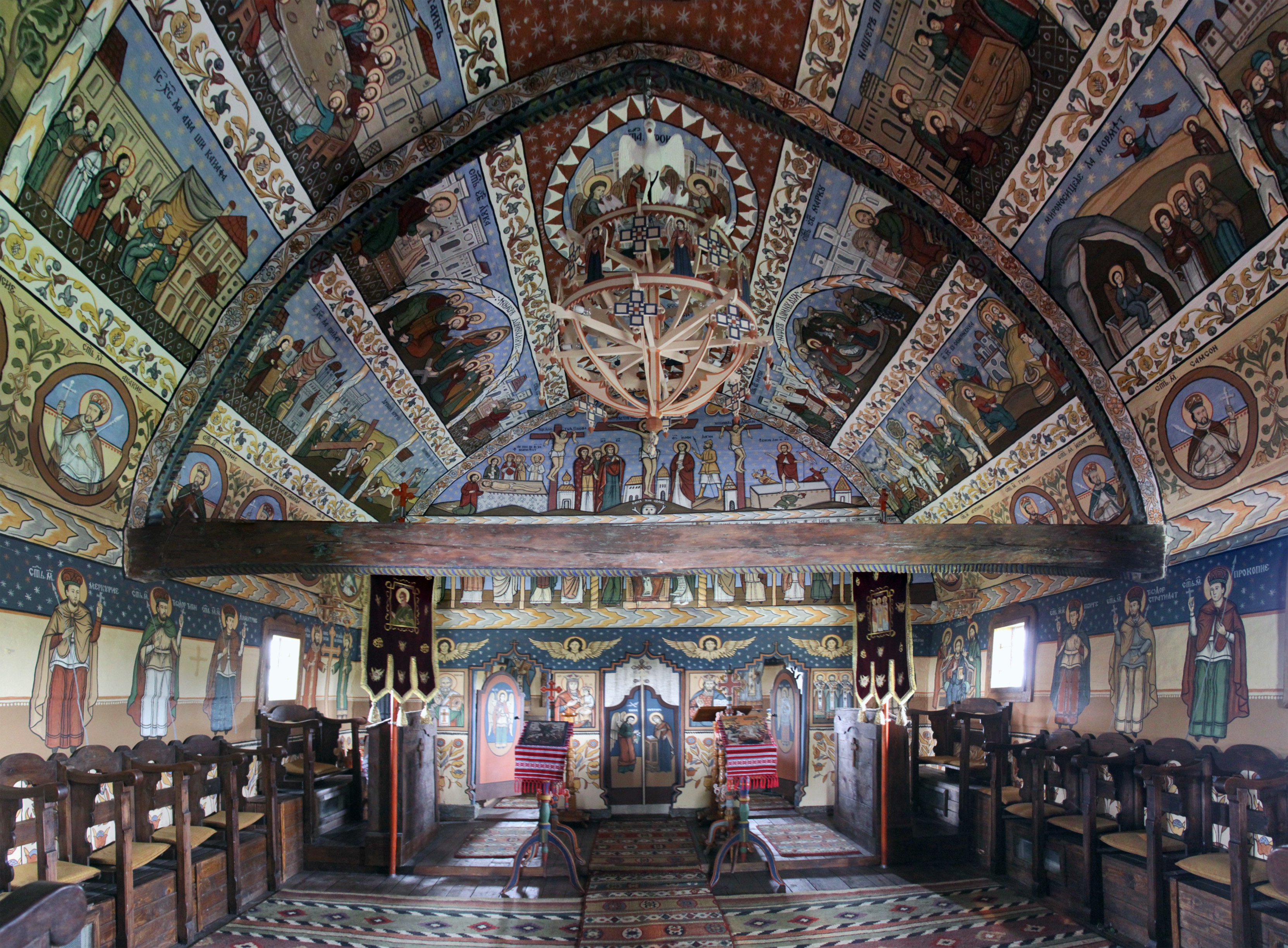
La nef de l'église de Ghighișeni

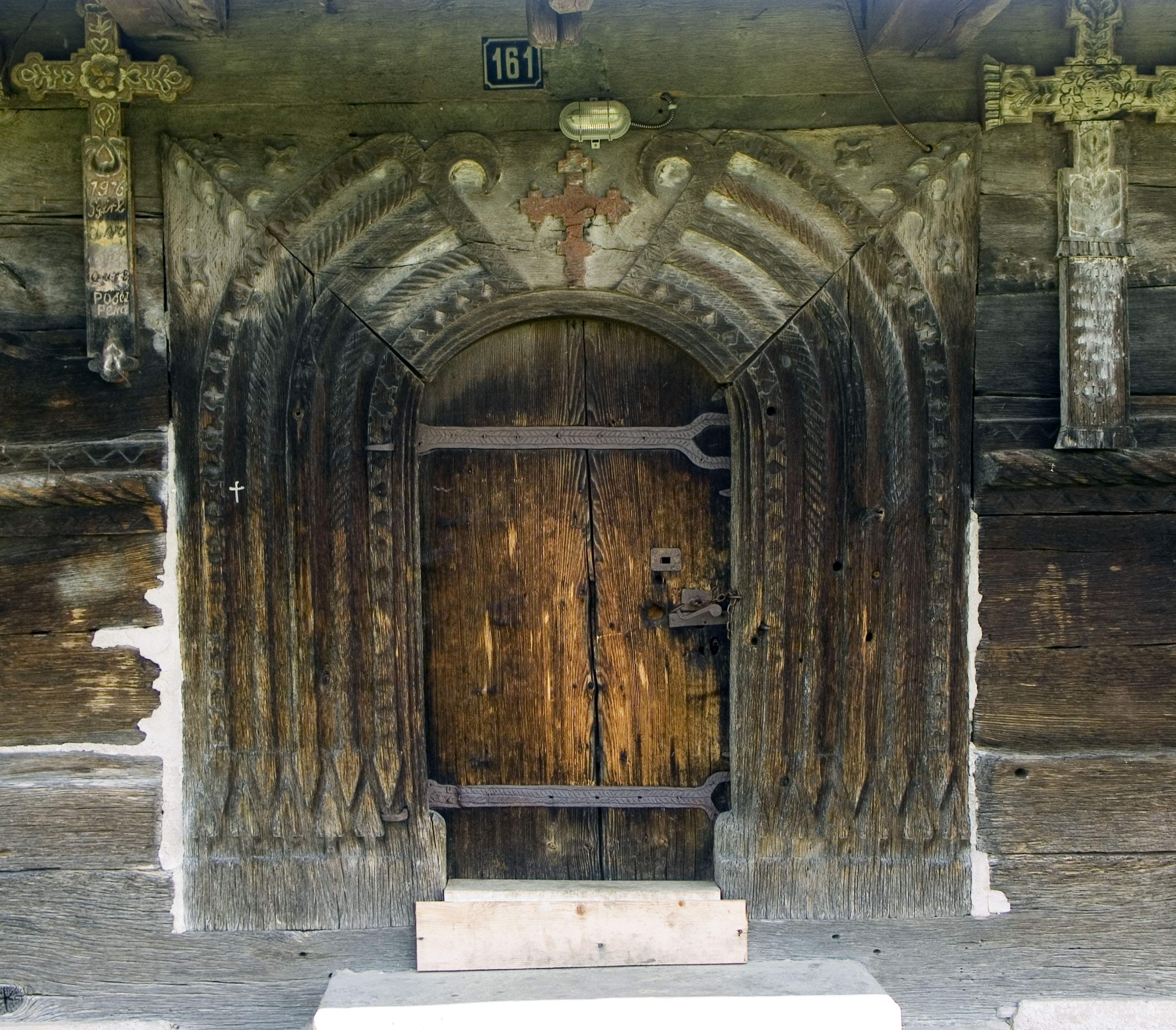
Portail d'entrée sculptée de l'église de Valea de Jos

- Rieni, église orthodoxe en bois saint Théodore Tiron, datant de 1754, classée monument historique[7] ;
- Ghighișeni, église orthodoxe en bois ;
- Valea de Jos, église orthodoxe en bois des Sts Archanges datant de 1738, classée monument historique[7].

## Personnalités
- Vasile Blaga, (1956 - ), né dans le village de Petrileni, politicien roumain appartenant au Parti démocrate-libéral (PD-L), plusieurs fois ministre dans les gouvernements d'Emil Boc.